# Cova del Forat Negre
La Cova del Forat Negre és una cova del terme de Conca de Dalt, al Pallars Jussà, dins de l'antic terme de Toralla i Serradell.
Està situada al nord-est del poble de Serradell, al vessant meridional del Serrat del Ban, en una zona on hi ha moltes cavitats més, algunes d'elles amb vestigis arqueològics, com la Cova de Sorta, la d'Esplugallonga o la de l'Espluguell.